# U 763 (Kriegsmarine)
De U 763 was een VIIC-klasse U-boot van de Duitse Kriegsmarine tijdens de Tweede Wereldoorlog. De tewaterlating gebeurde op 16 januari 1943.

## Invasie van Normandië
6 juni - De U 763 onder commando van kapitein-luitenant-ter-zee Ernst Cordes kreeg vijfhonderdvijftig dieptebommen te verduren, toen hij voor de kust van Selsey Bill door torpedojagers gelokaliseerd werd. De achtervolging duurde dertig uur.
8 juni - Om 04:00 liep de U 763 bij Spithead aan de grond, bij het Britse eiland Wight. Twaalf uur lang lag de U-boot doodstil op de Kanaalzeebodem. Toen het getij gunstig was liet Cordes de boot stijgen en voer langzaam weg naar Brest.

## Ondergang
De U 763 werd tot zinken gebracht door zijn commandant Karl-Heinz Schröter zelf op 29 januari 1945 in Köningsberg, op de Schichau-scheepswerf in positie 54° 42′ 0″ NB, 20° 32′ 0″ OL nadat hij werd getroffen door Sovjetbommen. 

## Commandanten
- 13 maart 1943 - 31 oktober 1944: kapitein-luitenant-ter-zee Ernst Cordes (1913-1945)
- augustus 1944 - Oktober 1944: (aanvankelijk als ondercommandant) luitenant-ter-zee Kurt Braun (1923-1945)
- 1 november 1944 - 24 januari 1945: eerste luitenant-ter-zee Karl-Heinz Schröter (geboren 1921)